# Khirbat al-Minya

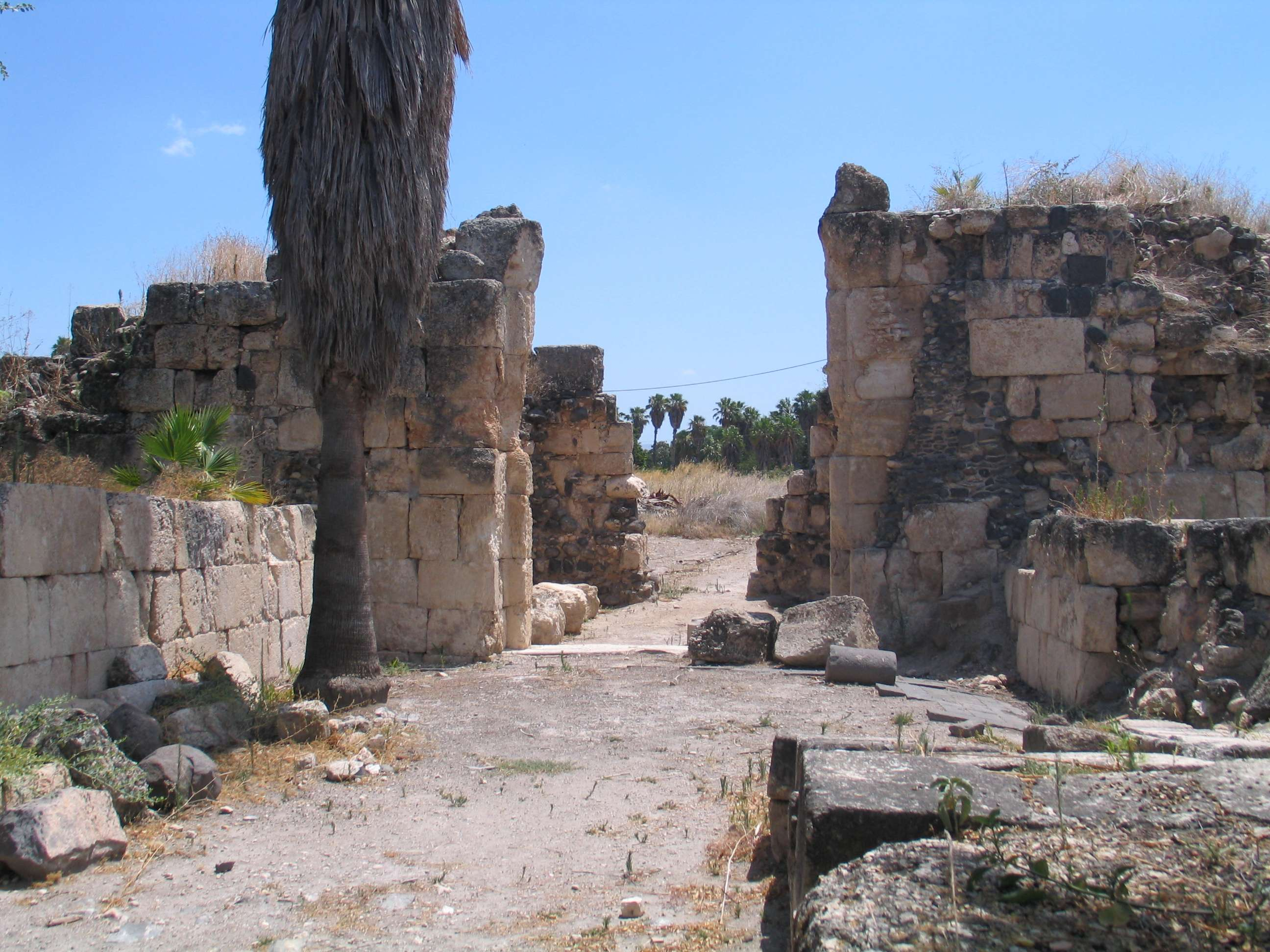
Del av entréportalen.

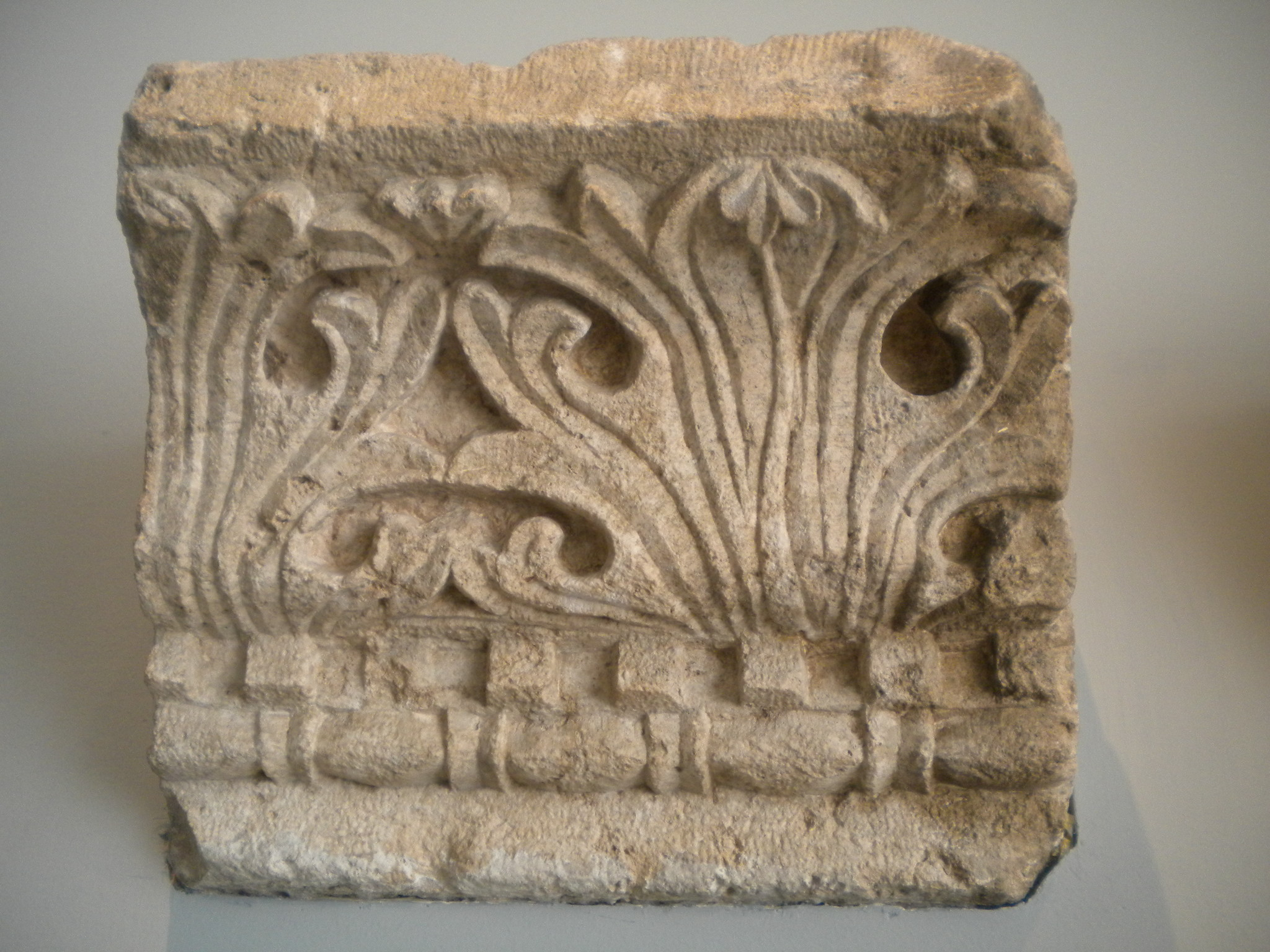
Del av en stendekoration.

Khirbat al-Minya (även Qasr al-Minya, Ayn Minyat Hisham, Hurvat Minim och Horvat Minnim, hebreiska חורבת מנים) är en ökenborg i norra Israel. Det är ett av de kvarvarande ökenslotten i Israel. Byggnaden och området är upptagen på Unescos lista över tentativa världsarv. Khirbat och Qasr betyder palats eller borg.

## Byggnaden
Ökenslottet ligger i mehoz Norra distriktet cirka 150 km nordöst om staden Tel Aviv och cirka 2 km sydväst om Kafarnaum. Slottet ligger i det historiska landskapet Galileen vid Gennesaretsjöns nordvästra del cirka 250 meter från stranden, det mesta av byggnaderna ligger i ruiner. Byggnadskomplexet täcker cirka 5000 kvadratmeter och ägs formellt av den romersk-katolska organisationen Deutscher Verein vom Heiligen Lande (DVHL, German Association of the Holy Land).
Byggnaden är huvudsakligen uppfört i kalkstenblock, basaltblock och tegelsten med en omgivande mur och 4 rundade hörntorn. Hela byggnaden mäter cirka 66 meter x 73 meter och är utsmyckad med detaljerade stendekorationer, välvda tak och mosaiker. Byggnaden har en entréportal på den östra sidan omgiven av 2 torn och på borggården finns kolonnader, huvudbyggnaden och småhus (s.k. bayts) med varierande antal  rum vardera, audienshallen är konstruerad som en tredelad absid. I den sydöstra delen finns en moské indelad i 12 bays; moskén anses vara den äldsta bevarade i det Heliga landet. I den norra delen finns ytterligare bostadshus.
Cirka 200 nordväst om byggnaden finns lämningar efter ett badhus (så kallat hamam).

## Historia
Khirbat al-Minya uppfördes under Umayyadernas kalifat troligen under kalifen Al-Walid I kring år 710 men blev aldrig färdigställd. Bygget var troligen tänkt som ett palats eller en central karavanstation.
Kring 1898 omnämndes området av engelske typografen Charles William Wilson i tron att det kunde röra sig om det historiska Capernaum. denna fyndplats upptäcktes dock 1904 lite längre norrut.
1911 inleddes undersökningar av komplexet under ledning av tyske Andreas Evaristus Mader från Görres-Gesellschaft. Åren 1932 - 1937 genomförde tyske Alfons Maria Schneider och Oswin Puttrich-Reignard reguljära utgrävningar i området. 1959 inledde fransk-amerikanske Oleg Grabar fortsatta utgrävningar.
Några av fynden förvaras idag på Pergamonmuseet i Berlin och på Rockefeller Museum i Östra Jerusalem
År 2000 uppsattes platsen på Unescos tentativa världsarvslista.
Idag är området en nationalpark och förvaltas av Israels natur- och parkmyndighet. 2015 inleddes ett restaureringsprojekt i samarbete med Johannes Gutenberg-Universität i Mainz och 2016 inleddes ytterligare utgrävningar.